# Mattie
Mattie é uma comuna italiana da região do Piemonte, província de Turim, com cerca de 706 habitantes. Estende-se por uma área de 27 km², tendo uma densidade populacional de 26 hab/km². Faz fronteira com Bussoleno, Susa, Meana di Susa, Roure, Fenestrelle.

## Demografia
| Variação demográfica do município entre 1861 e 2011                               |
|                                                                                   |
| Fonte: Istituto Nazionale di Statistica (ISTAT) - Elaboração gráfica da Wikipedia |